# Destructor Tipo 83
El destructor Tipo 83 será una clase propuesta de destructores de misiles guiados que está previsto que entre en servicio con la Marina Real Británica del Reino Unido a mediados o finales de la década de 2030. Se está desarrollando como reemplazo de los destructores Tipo 45, también denominados clase Daring.

## Antecedentes
La Marina Real Británica (Royal Navy) opera actualmente seis destructores Tipo 45, también conocidos como clase Daring, el primero de los cuales entró en servicio en 2009 y está previsto que abandone el servicio a finales de la década de 2030. Se utilizan principalmente para la guerra antiaérea (AAW) y están equipados con el sistema de defensa aérea Sea Viper. Sea Viper comprende el radar AESA multifunción SAMPSON y un sistema de lanzamiento vertical (VLS) Sylver de 48 celdas para el armamento antiaéreo principal del barco, el Aster 15 de corto alcance (que será reemplazado por Sea Ceptor con la adición de 24 células verticales adicionales  de lanzamiento) y misiles Aster 30 de largo alcance. Fuera de su función principal AAW, los Tipo 45 tienen instalaciones de bandera para liderar un grupo de trabajo y también se despliegan periódicamente para llevar a cabo misiones de lucha contra la piratería, el tráfico de drogas, seguridad marítima y asistencia humanitaria/socorro en casos de desastre.
En 2023, el general Nick Carter, exjefe de las Fuerzas Armadas británicas, describió los destructores Tipo 45 como el único medio creíble de protección del Reino Unido contra ataques con misiles de crucero a gran escala, así como amenazas de misiles balísticos y misiles hipersónicos, contextualizado con el uso de Rusia de ataques con misiles durante la guerra ruso-ucraniana después de la invasión de 2022. Esto se debe a que los Tipo 45 son el único activo en servicio en el Reino Unido que tiene capacidad de defensa aérea de área amplia más allá de 100 km (62,1 millas) a través del misil Aster 30 y capacidad de defensa contra misiles balísticos con el próximo Aster 30. Variante del bloque 1 (tras la finalización de las actualizaciones de los Tipo 45). En comparación, las actuales fragatas Tipo 23 de la Royal Navy, así como las próximas fragatas Tipo 26 y Tipo 31 junto con el sistema de defensa aérea Sky Sabre en servicio en el ejército británico, al menos inicialmente, solo estarán equipadas con la variante 'Sea Ceptor/Land Ceptor' de defensa de área local y punto de 25 km (15,5 millas) de la familia CAMM, respectivamente.
La primera mención pública de una nueva flota de escolta de guerra antiaérea para la Royal Navy fue en el documento de mando del Ministerio de Defensa británico (MoD), Defense in a Competitive Age, que se publicó en marzo de 2021. Se volvió a mencionar el mismo año en el contexto de la Estrategia Nacional de Construcción Naval del gobierno y los comentarios asociados con respecto a las inversiones planificadas en futuras plataformas navales. Según The National Interest, si se cumplen las convenciones anteriores de la Royal Navy, la designación "8X" sugiere que el barco será una gran escolta de flota multifunción, similar al único destructor Tipo 82, el HMS Bristol (en servicio desde 1973 hasta 1991). Este último era un gran destructor multifunción con dimensiones cercanas a las de un crucero ligero de la Segunda Guerra Mundial, diseñado y construido para escoltar al abortado portaaviones de la flota clase CVA-01 de la Marina Real Británica. Estaba equipado con instalaciones de bandera para este propósito, así como con un conjunto completo de sensores y armas antiaéreas, antisubmarinas y antisuperficie de última generación.

## Desarrollo

### Sistema futuro de dominio del aire (FADS)
Actualmente, el Ministerio de Defensa y la Marina Real Británica se encuentran en la fase conceptual para el desarrollo de un sistema conjunto más amplio conocido como Future Air Dominance System (FADS) como medio para reemplazar los Tipo 45. En DSEI 2023, el Primer Señor del Mar, Sir Ben Key, describió a FADS como "... el reemplazo de nuestro Destructor Tipo 45, pero mucho más que solo barcos. Un sistema de sistemas diseñado para ser completamente dominante. Dominante en defensa aérea, dominante en ataques de precisión de largo alcance, combinando barcos y aviones existentes con sensores, armas y habilitación digital de última generación, para garantizar que podamos hacer lo que necesitamos hacer más rápido, más rápido, más letal y más preciso. que aquellos que se opondrían a nosotros".
Se espera que FADS adopte un enfoque de sistema de sistemas para el futuro de la defensa aérea marítima y la guerra de superficie; con los Tipo 83 trabajando en conjunto con otros buques aliados (OTAN), el ala aérea de los portaaviones a bordo de los portaaviones clase Queen Elizabeth (F-35B), así como otros activos terrestres, aéreos y espaciales para derrotar a los aviones hostiles y vehículos aéreos no tripulados, así como amenazas de misiles convencionales, balísticos e hipersónicos. En febrero de 2022, el Ministerio de Defensa confirmó que los Tipo 83 estarían equipados para hacer frente a la creciente amenaza de los misiles hipersónicos. Además de esto, FADS también tiene la intención de desarrollar nuevos métodos tanto para la adquisición inicial de equipos como para actualizaciones a lo largo de su vida útil.

## Conceptos iniciales de diseño
Aún no se han confirmado públicamente detalles específicos del diseño, pero se entiende que está en marcha un proceso de desarrollo conceptual para el requisito del Tipo 83. De los muchos que están bajo consideración para el programa Tipo 83, varios diseños conceptuales de barcos ya se han mostrado o descrito públicamente:

### Solución 'Crucero'
En junio de 2023, el medio de noticias de defensa en línea DefenceConnect publicó unas imágenes en 3D de un modelo informático que supuestamente era del proyecto Tipo 83. El autor del artículo afirmaba que la imagen procedía de una presentación interna de BAE Systems titulada "Fire Safety and Damage Control in Warship Design - Now and into the future" (Seguridad contra incendios y control de daños en el diseño de buques de guerra: ahora y en el futuro) y que era preliminar. No obstante, muestra un buque de gran tamaño, cuyo diseño parece inspirarse en la anterior clase Tipo 45 y, en particular, en la clase Tipo 26, al tiempo que sigue una filosofía de diseño de buques de guerra estándar. Se muestra con un único cañón de 127 mm (5 pulgadas) a proa, grandes baterías de células de lanzamiento vertical (posiblemente 96 células o más) situadas a proa y en medio del buque, varios montajes CIWS y láser/EOS, un considerable helipuerto a popa y un hangar contiguo capaz de albergar hasta aviones de tamaño Merlin. El modelo se muestra con dos embudos/tomas de aire y está rematado por un palo mayor que monta múltiples paneles de radar AESA fijos similares en apariencia al sistema CEAFAR de CEA Technologies; un panel adicional parece estar presente en la toma de aire de popa, mientras que otro se encuentra en el centro del buque mirando directamente hacia arriba. La presencia del CEAFAR se corresponde con informes de 2018 de que el Reino Unido había iniciado estudios de viabilidad para que el sistema se aplicara a futuros buques de guerra británicos.
Un nuevo diseño estilo crucero grande probablemente sería una opción costosa para el programa, pero aparentemente sería más que capaz de cumplir con las especificaciones esperadas para el Tipo 83, con mucho espacio y peso disponibles tanto para un conjunto de sensores de alta gama como para un gran capacidad de misiles comparable a otros diseños extranjeros de destructores/cruceros de guerra aérea de alta gama, como el Tipo 055 de la armada china o el próximo DDG(X) de la marina estadounidense, ambos en un rango de más de 10.000 toneladas.

### Barco arsenal
En junio de 2023, Navy Lookout informó sobre un concepto para el diseño de un 'Buque arsenal'.  Este tipo de buque pesaría alrededor de 4.000 toneladas, tendría una tripulación de menos de 50 personas y contaría con un conjunto de sensores de guerra aérea de alta gama y una gran capacidad de VLS. Sin embargo, no contaría con ninguna capacidad antisubmarina ni instalaciones de hangar, y sólo contaría con un armamento de artillería ligera para la protección.
El beneficio potencial de tal enfoque sería que los menores requisitos de tripulación y los menores costes de mantenimiento podrían permitir adquirir de tres a cuatro veces la cantidad de cascos que los seis Tipo 45, lo que permitiría una distribución mucho mayor de los activos de defensa aérea alrededor de un grupo de ataque de portaaviones. Otro beneficio potencial sería tener barcos adicionales disponibles para despliegues alternativos, como la defensa continental. Sin embargo, a costa de una especialización completa en defensa aérea, carecería de gran parte del mando y otras capacidades en tiempos de paz que tiene su predecesor.

### Buque de combate global (variante de guerra aérea)
Se informó que se estaba considerando una variante de guerra aérea del Tipo 26 para el programa Tipo 83 en marzo de 2021. Sin embargo, en ese momento, no había indicios de que un diseño derivado del Tipo 26 fuera capaz de transportar más de 90 celdas VLS que se consideraran competitivas con la capacidad de misiles de diseños equivalentes extranjeros (por ejemplo, DDG(X) o Tipo 055). En noviembre de 2023, BAE presentó una variante de misil guiado de las fragatas clase Hunter (versión australiana del diseño Tipo 26) que eliminó el espacio flexible de la misión (bahía de la misión) y una serie de medidas  características de higiene acústica y guerra antisubmarina para facilitar la adición de 64 celdas de lanzamiento verticales encima del complejo existente de 32 celdas para un total de 96 celdas, con la opción de quitar el arma principal permitiendo 128 celdas.
El uso de un diseño de casco existente para el Tipo 83 podría reducir potencialmente los costes de desarrollo del programa general en comparación con el desarrollo de un nuevo diseño desde cero; La similitud del equipo con la variante ASW también ayudaría en este objetivo y podría permitir un cronograma de construcción más simplificado, suponiendo que el Tipo 83 se construyera en el astillero de BAE en Clyde, después de la construcción de los dos últimos buques Tipo 26 en la década de 2030.